# Tejsjebaini

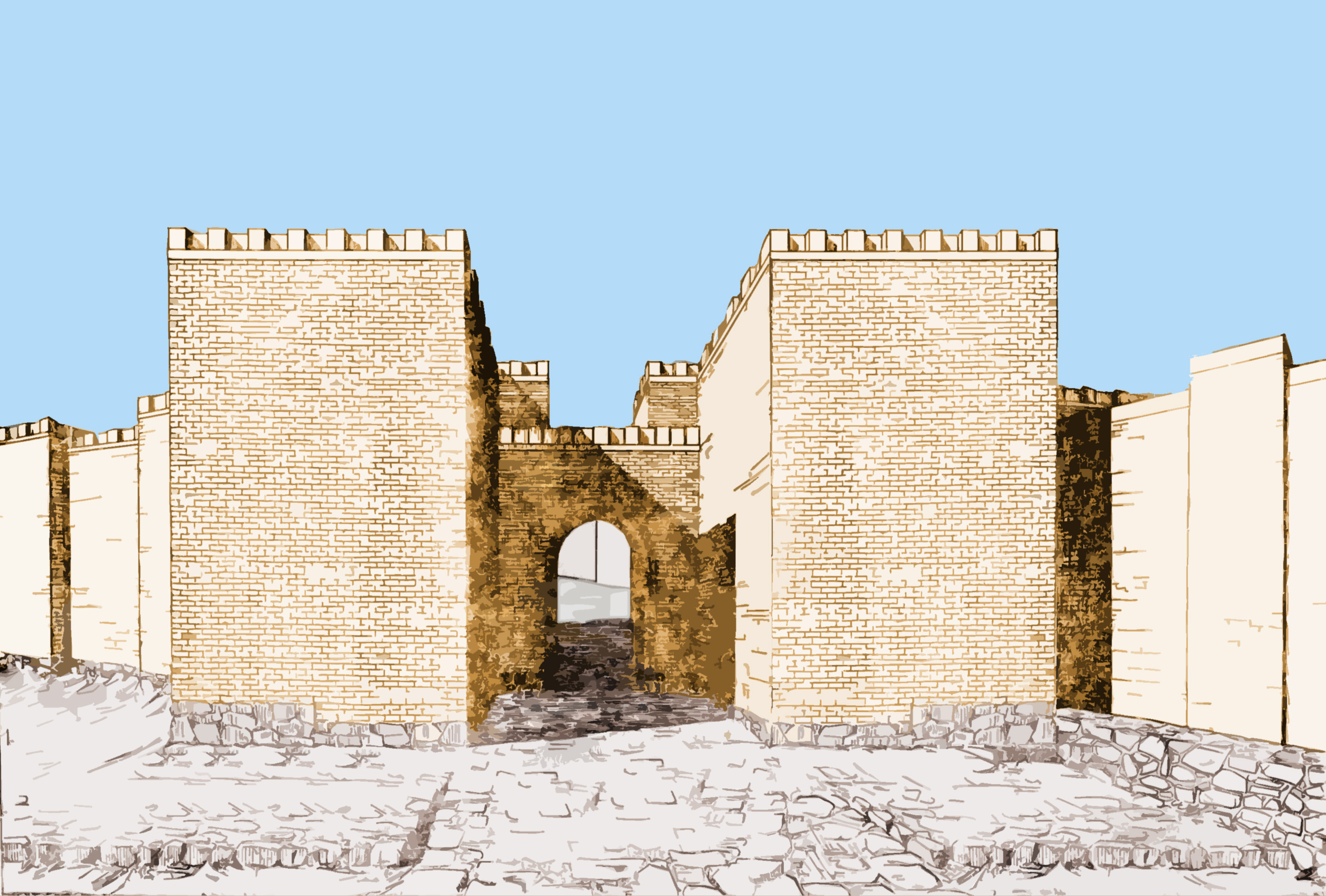
Rekonstruktion av stadsmuren.

Tejsjebaini (armeniska: Թեյշեբաինի}), dagens Karmir Blur (armeniska: Կարմիր Բլուր), som mer refererar till själva kullen som den antika staden låg på, var huvudstad för de transkaukasiska provinserna i kungariket Urartu. Tejsjebaini ligger i distriktet Sjengavit i sydvästra delen av dagens Jerevan. 
Tejsjebaini var både en fästning och ett regeringscentrum med yttre murar med försvarstorn och kraftiga portar, paraderingsplats och lagringslokaler. Staden, kungapalatset och fortet tar upp 0,45 kvadratkilometer yta. Namnet Karmir Blur ("röda kullen") hänsyftar på kullens rödaktiga färgton, som den fick efter det att staden stuckits i brand, efter de brandskadade övre murarna av tuff. Tejsjebaini ligger på krönet av en kulle. 
Staden Tejsjebaini byggdes av Rusa II vid mitten av 600-talet före Kristus för att skydda Urartus östra gräns mot kimmerier och skyter. I staden fanns ett guvernörspalats som hade 120 rum och en befästning som benämndes Teishebas citadell efter den urartiska krigsguden. Palatset var byggt i sten, med träpelare som stöd för trätaket. Staden blev inte färdigbyggd förrän under Rusa III:s regeringsperiod ungefär 50 år senare. 
Jordbruk och boskapsskötsel var viktiga näringar för Tejsjebaini. Urarterna byggde stora bevattningskanaler, varav en del fortfarande används. Bönor, hampa, ärtor, sesam, vete och råg tillhörde de grödor som odlades, liksom vindruvor och plommon. Av vindruvor har arkeologer funnit frön av tolv sorter i trakten runt Tejsjebaini från denna epok. Samtliga dessa sorter odlas fortfarande i Armenien.[källa behövs]
Utgrävningsplatsen upptäcktes 1939 efter att staden hade varit dold mer än två och ett halvt årtusende. En kilskriftstavla hade hittats tre år tidigare, vilken ledde till upptäckten av den antika staden. På den stod: "Rusa Argishti-hini (Rusa, Argishtis son) också benämnd Rusa II". Andra kilskriftsinskriptioner på ett bronsbälte och ett bronskoger hade orden "Rusa Argishti, staden Tejsjebaini fästning". År 1941 hittades en elfenbensstatyett av guden Teisheba i fästningen. Andra fynd var snidad elfenben, keramik, metallfiguriner, porslin och många slags hushållsverktyg av brons, militära föremål som knivar, svärd, hjälmar, pilar, skäktor och sköldar dekorerade med mytologiska symboler, geometriska former och djur. Det hittades också vaser, armband, örringar och medaljonger i guld och med olika slags juveler. Porslin som hittats på platsen var antingen målat svart eller hade en målad dekor med vågmönster. 
Staden Tejsjebaini förstördes av eld någon gång i början av 500-talet före Kristus. Ett stort antal förkolnade fragment av tyg, rep och andra föremål från stadens förstörelse har återfunnits. Det antas att Tejsjebaini attackerades nattetid, eftersom många mänskliga kvarlevor har hittats i ruinerna och rum i byggnaderna hade kvar sin inredning.

## Bildgalleri

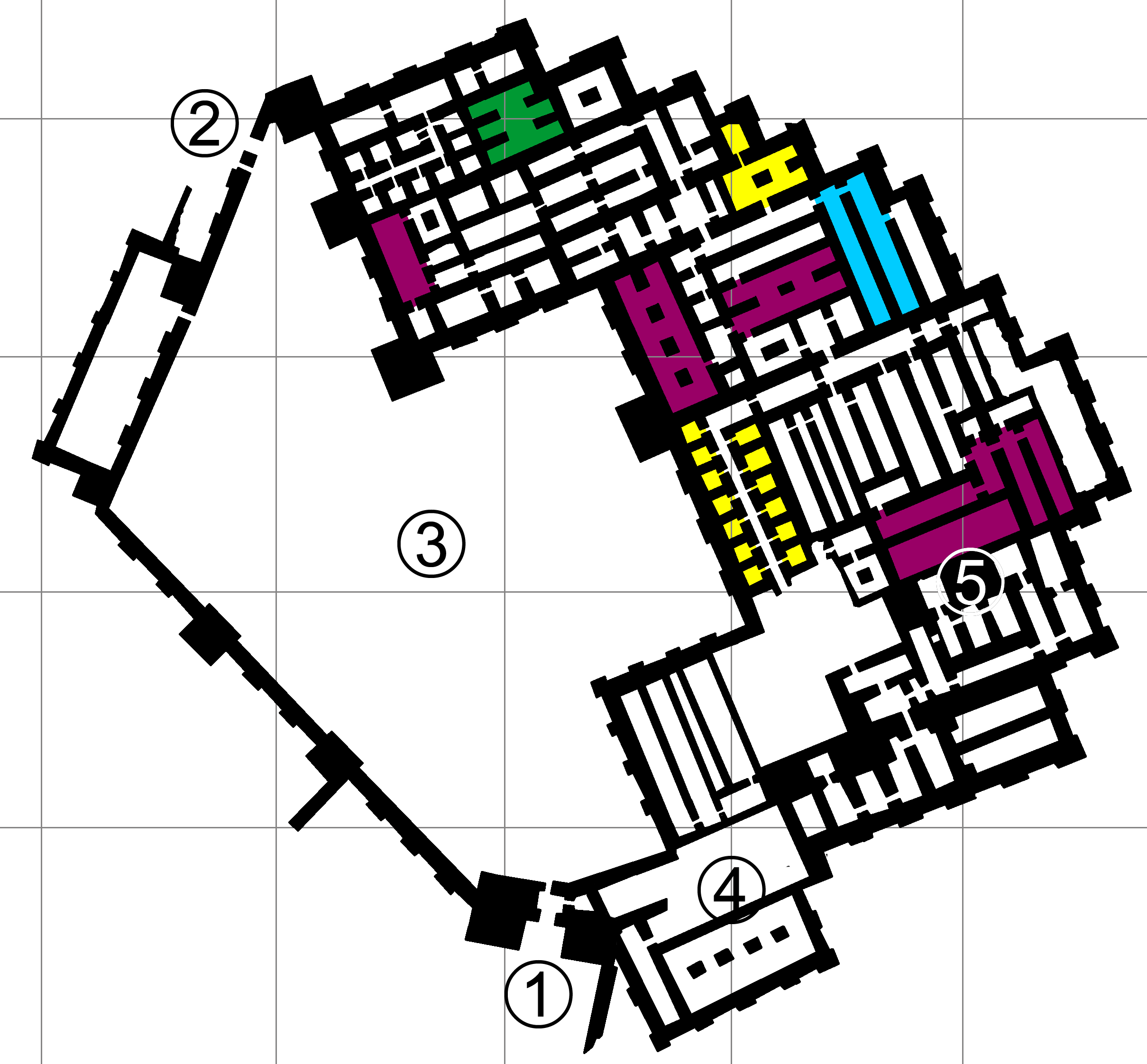
Plan över Tejsjebaini
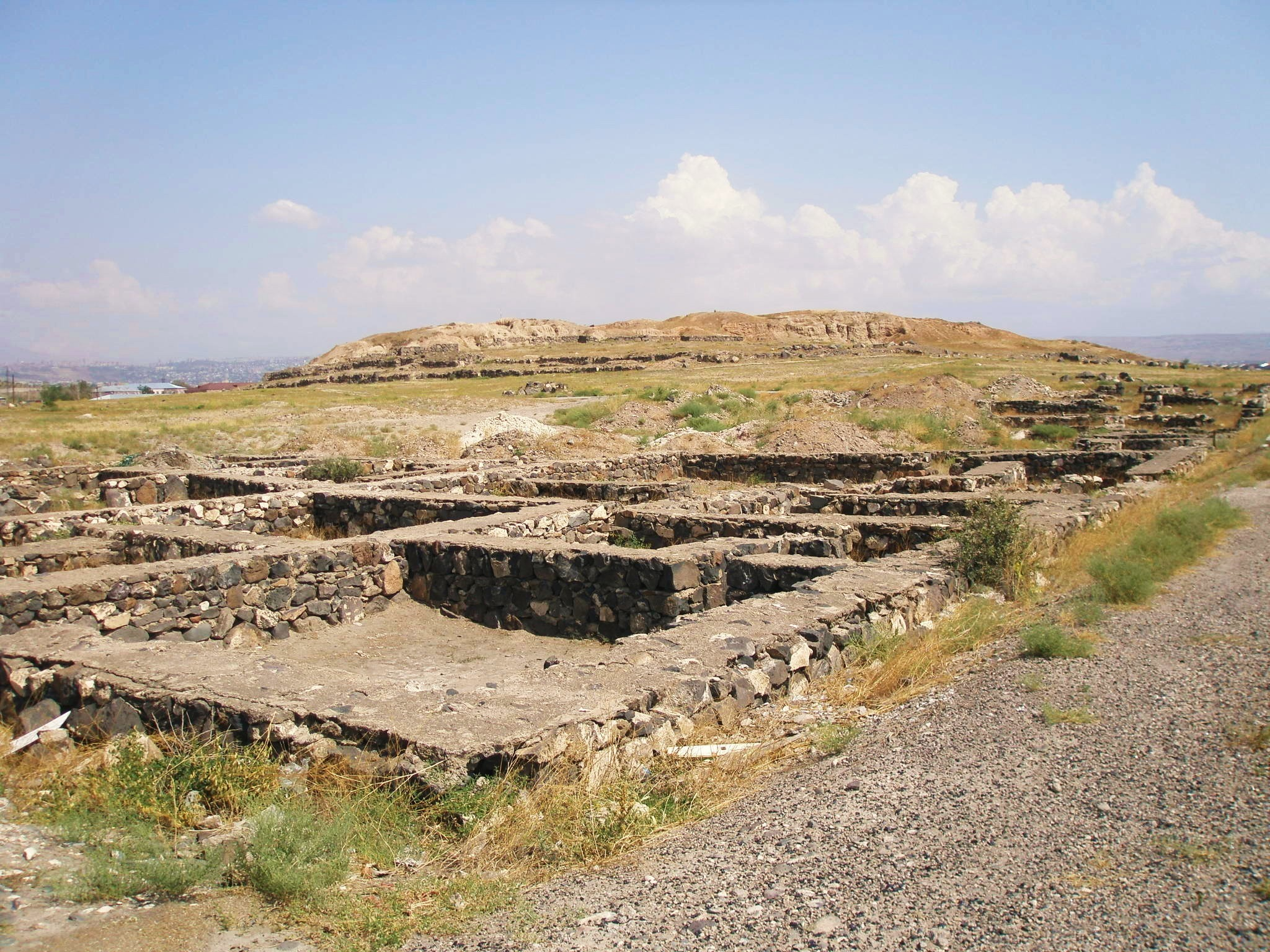
Husgrunder nära Tejsjebaini, med Karmir Blur i fonden
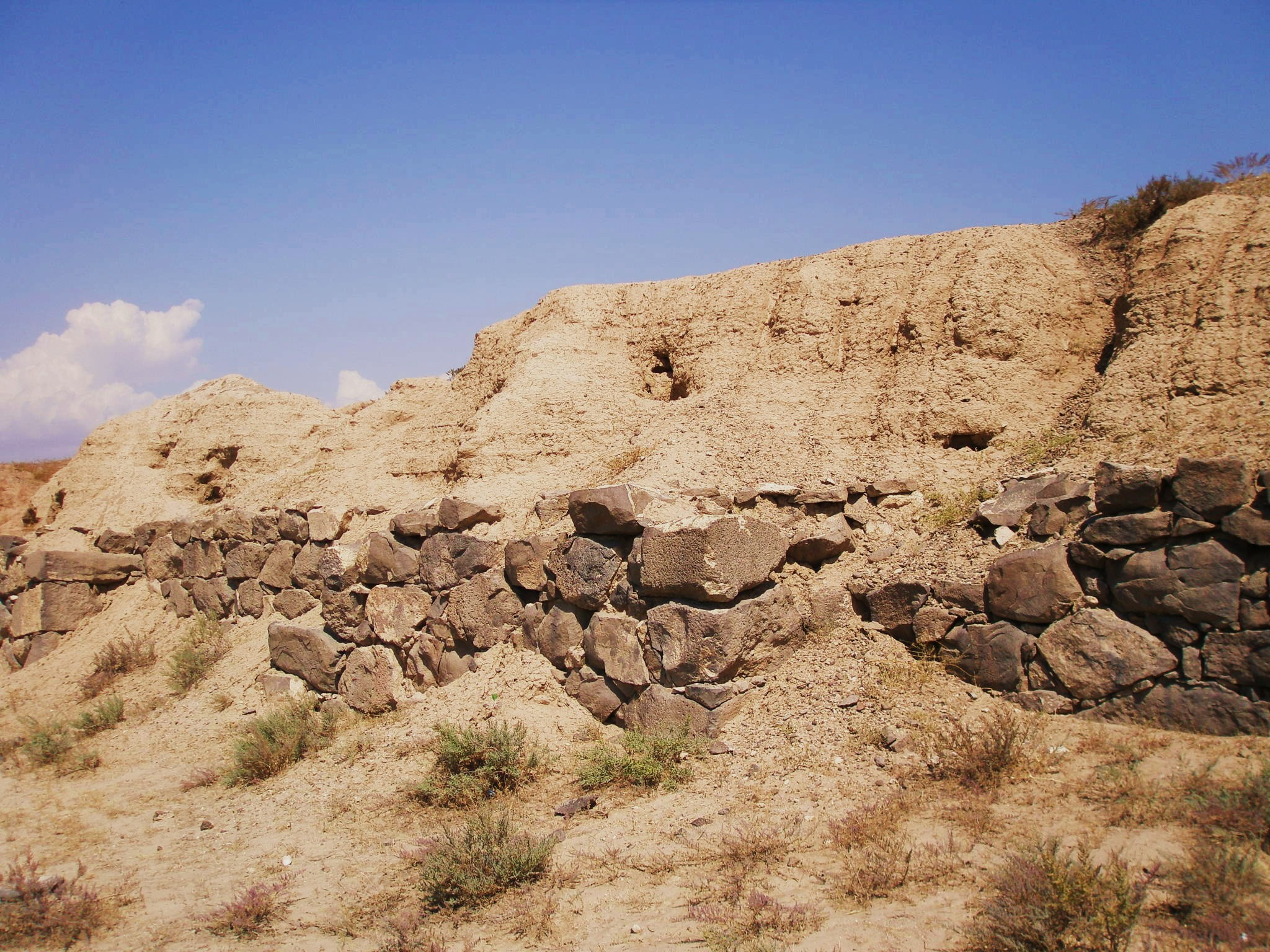
Tejsjebainis murar på Karmir Blur, med sten underst och lertegel ovanpå
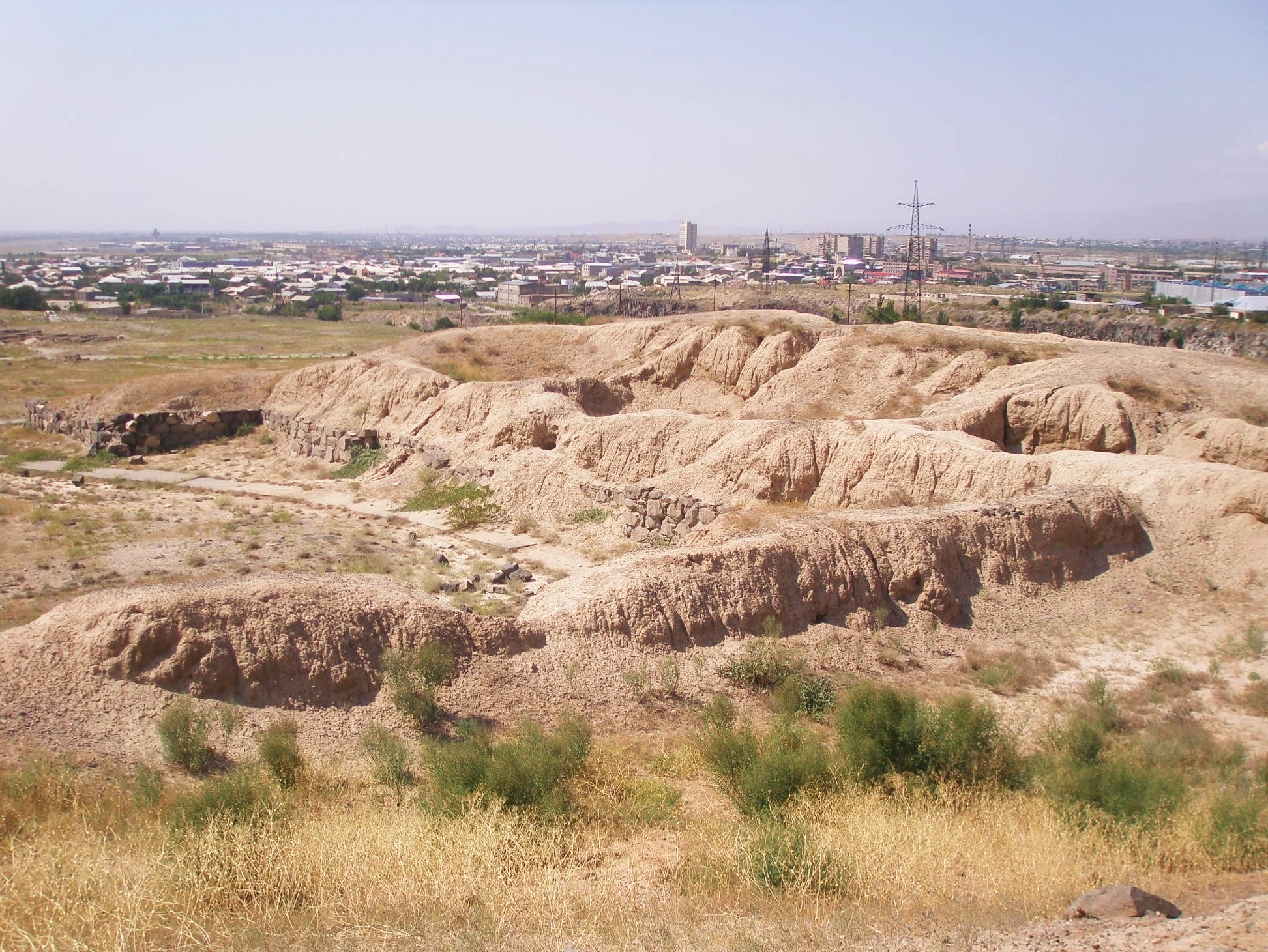
Karmir Blur sett från kullens krön
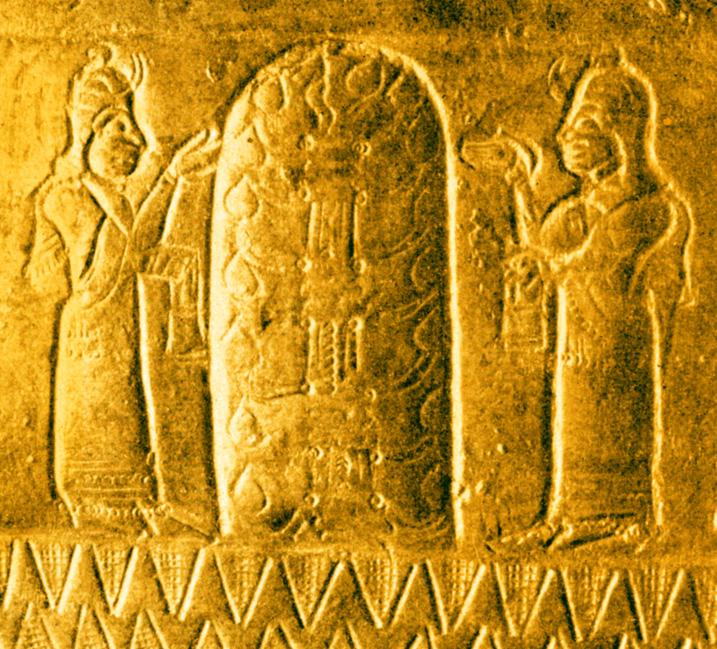
Fragment av bronshjälm från Karmir Blur, vilket avbildar "livsträdet"
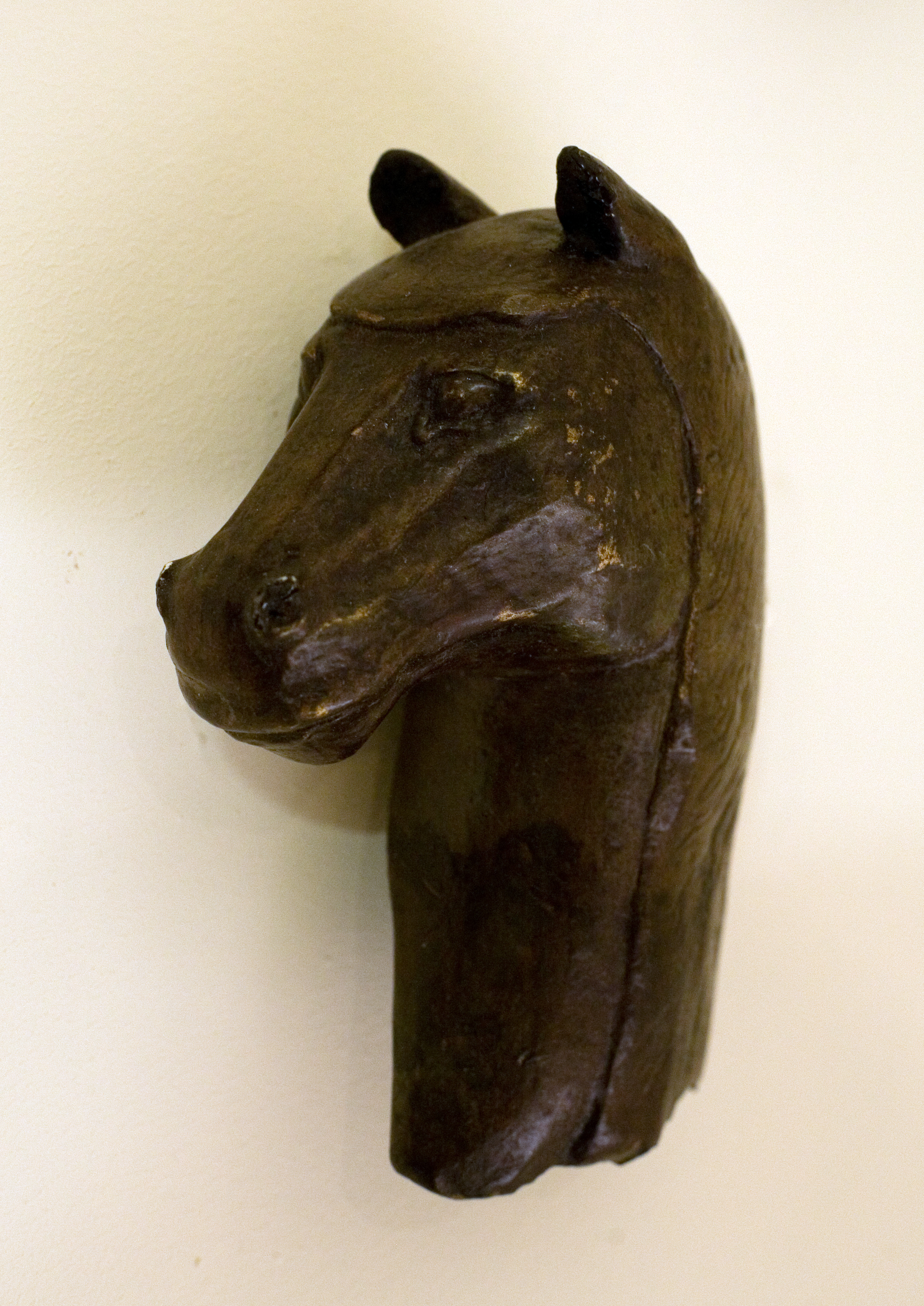
Hästhuvud i trä
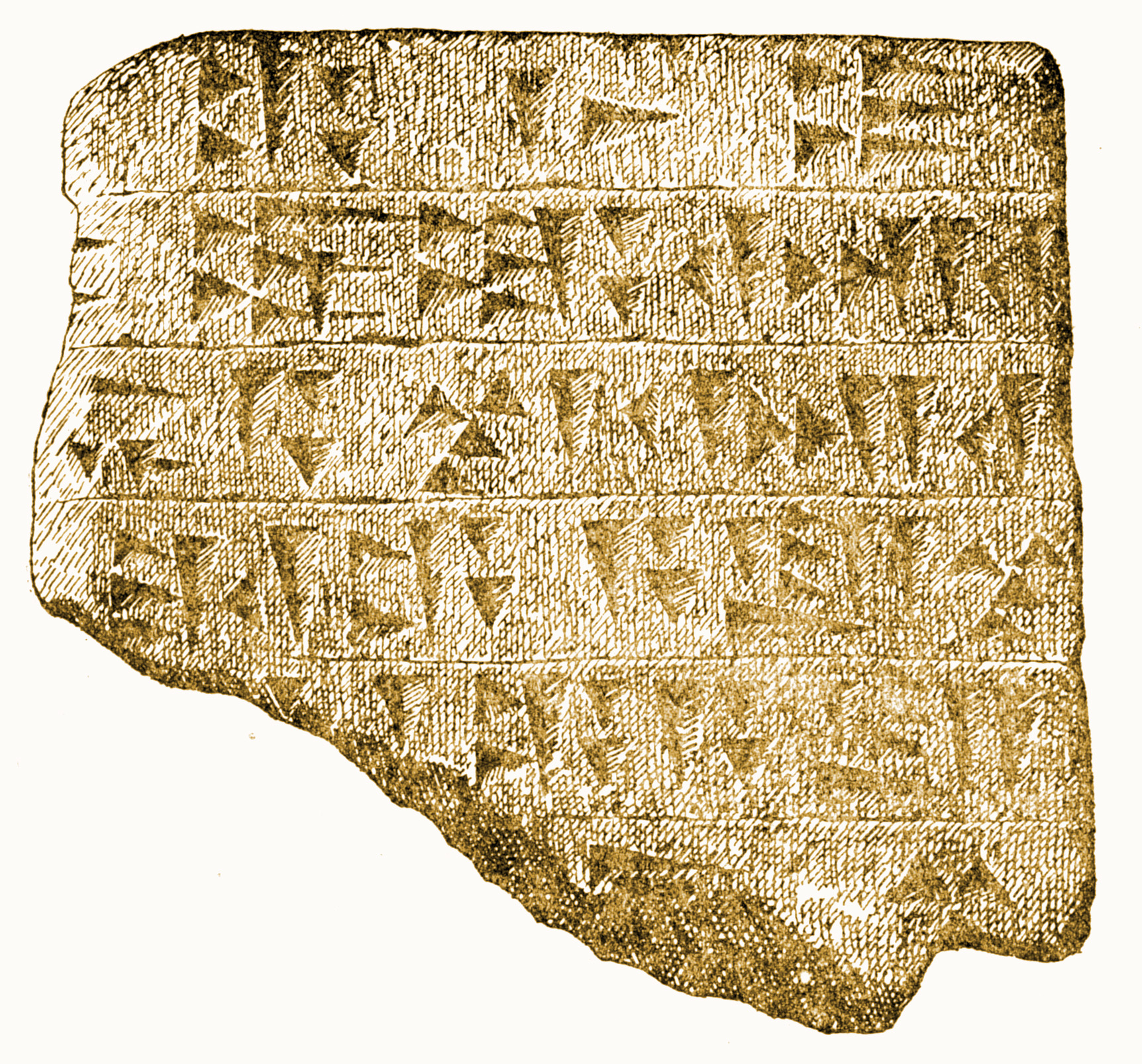
Kilskriftstavla